# Tetov
Tetov je obec v okrese Pardubice v Pardubickém kraji. Obec leží blízko hranic se Středočeským a Královéhradeckým krajem. Žije zde 168 obyvatel.

## Historie
První písemná zmínka o vesnici pochází z roku 1716.

### Plány na výstavbu jaderné elektrárny Tetov
V 80. letech se počítalo s budoucí stavbou jaderné elektrárny Tetov v katastru obce, která zároveň mohla zásobovat teplem „Prahu a aglomeraci měst Hradec Králové, Pardubice a Chrudim“, v další perspektivě mohla být připojena „oblast Kolína, Kutné Hory a Čáslavi“.
Se stavbou územní plán počítal i nadále, 14. prosince 2006 však Pardubický kraj schválil územní plán, kde se s elektrárnou už nepočítá.

## Obecní správa
Mezi lety 1869–1930 Tetov patřil jako osada obce ke Kundraticím v okrese Nový Bydžov. V letech 1950–1985 byl obcí v okrese Přelouč (1950) a později v okrese Pardubice. Od 1. července 1985 do 23. listopadu 1990 patřil jako část obce ke Kladrubům nad Labem a od 24. listopadu 1990 je opět samostatnou obcí.

### Obecní symboly
Znak a vlajka byly obci uděleny rozhodnutím předsedkyně Poslanecké sněmovny Parlamentu České republiky dne 18. dubna 2014.

## Pamětihodnosti
- Myslivna

## Galerie

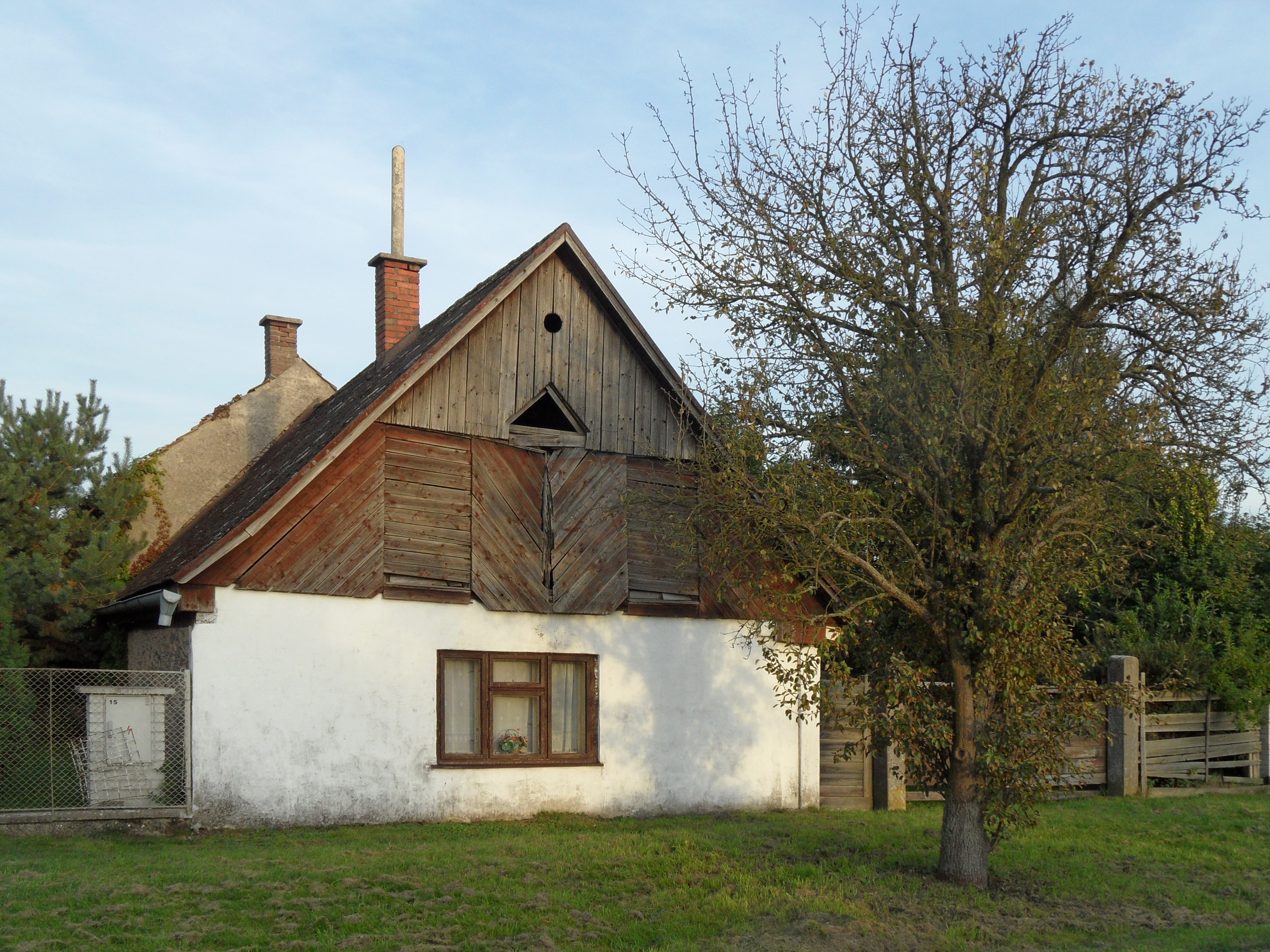
Venkovské stavení
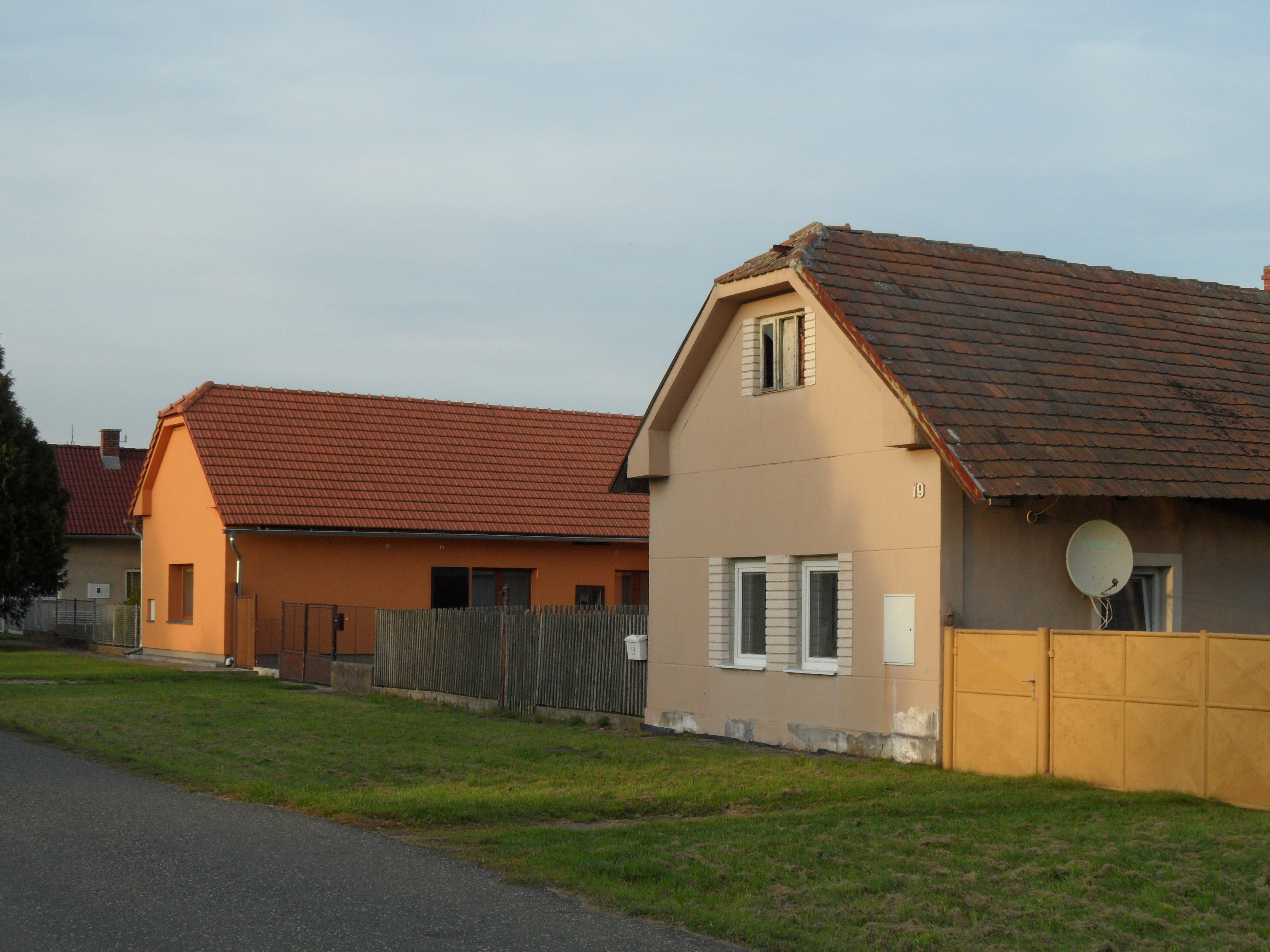
Domy u silnice
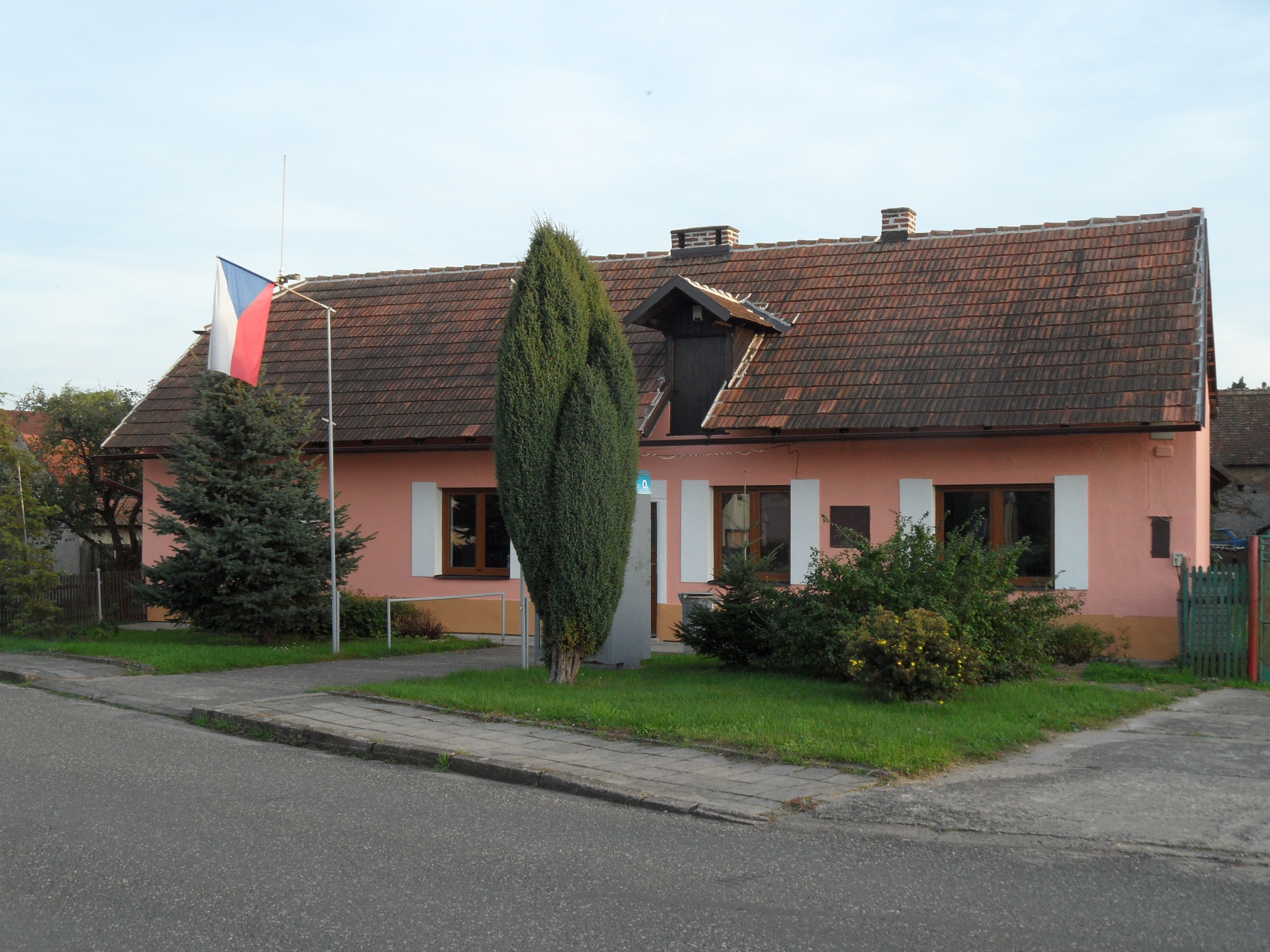
Obecní úřad
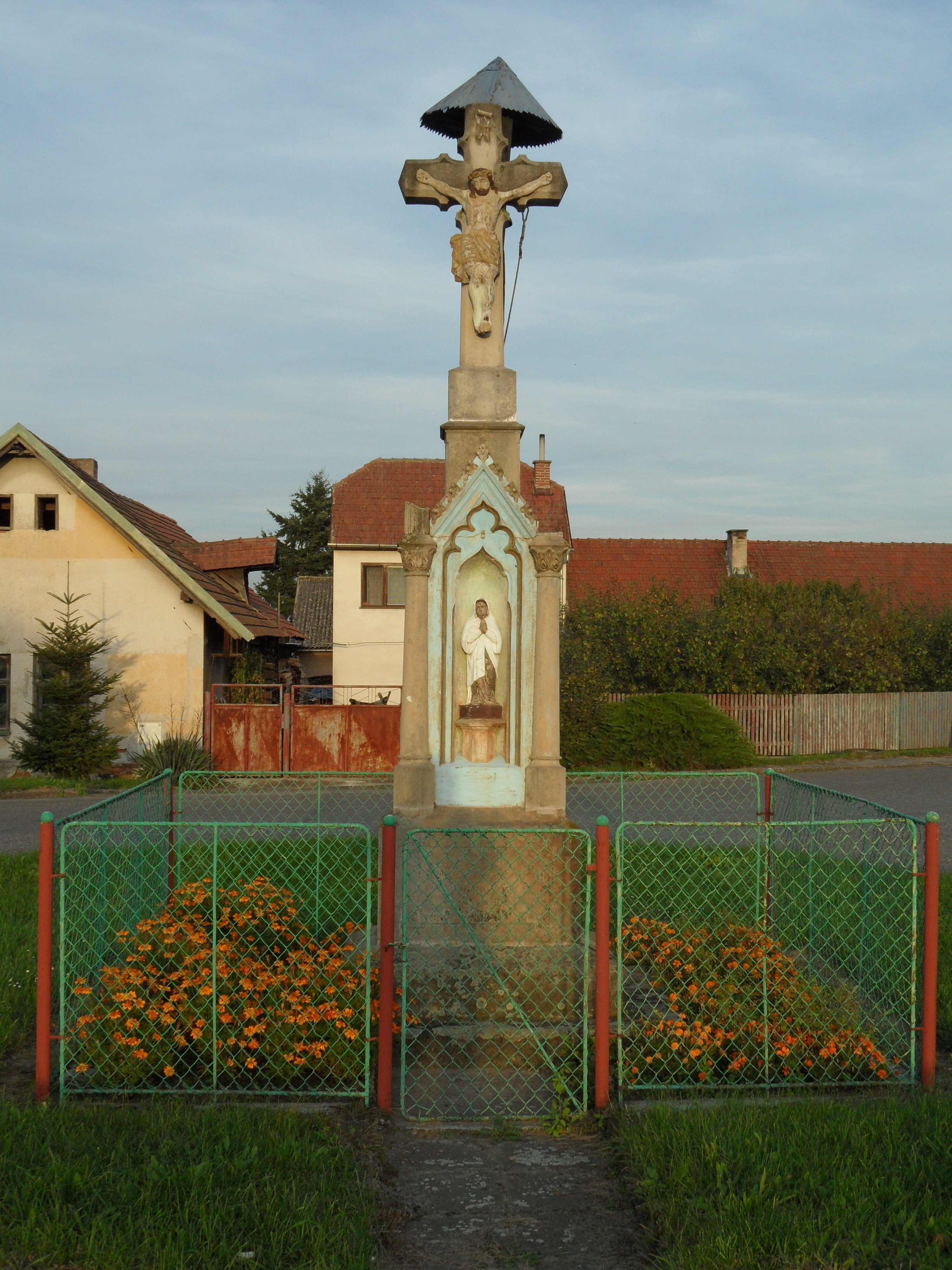
Křížek